# Condat (Cantal)
Condat (auch: Condat-en-Féniers, okzitanisch gleichlautend Condat) ist eine französische Gemeinde mit 950 Einwohnern (Stand: 1. Januar 2022) im Département Cantal in der Region Auvergne-Rhône-Alpes (vor 2016 Auvergne). Die Gemeinde gehört zum Arrondissement Saint-Flour und zum Kanton Riom-ès-Montagnes. Die Einwohner werden Condatais genannt.

## Geographie
Condat liegt etwa 50 Kilometer nordnordöstlich von Aurillac und etwa 55 Kilometer südsüdwestlich von Clermont-Ferrand im Norden des Départements Cantal. Das Gebirgsdorf gehört zum Gebiet des Regionalen Naturparks Volcans d’Auvergne. Das Gemeindegebiet durchquert der Fluss Rhue. Nachbargemeinden sind Montboudif im Nordwesten und Norden, Égliseneuve-d’Entraigues im Norden, Chanterelle im Nordosten, Montgreleix im Osten, Marcenat im Südosten und Süden, Lugarde im Süden sowie Saint-Amandin im Westen und Südwesten.

## Bevölkerungsentwicklung
| Jahr                       | 1962 | 1968 | 1975 | 1982 | 1990 | 1999 | 2006 | 2013 | 2019 |
| Einwohner                  | 1657 | 1592 | 1481 | 1438 | 1262 | 1121 | 1025 | 1022 | 989  |
| Quellen: Cassini und INSEE |      |      |      |      |      |      |      |      |      |

## Sehenswürdigkeiten
- Kirche Saint-Celse-et-Saint-Nazaire aus dem 19. Jahrhundert
- Ruinen des Klosters Féniers, 1173 gegründet, 1791 aufgelöst, Monument historique seit 1947
- Kapelle Notre-Dame, 1737 erbaut
- Haus Poulainville

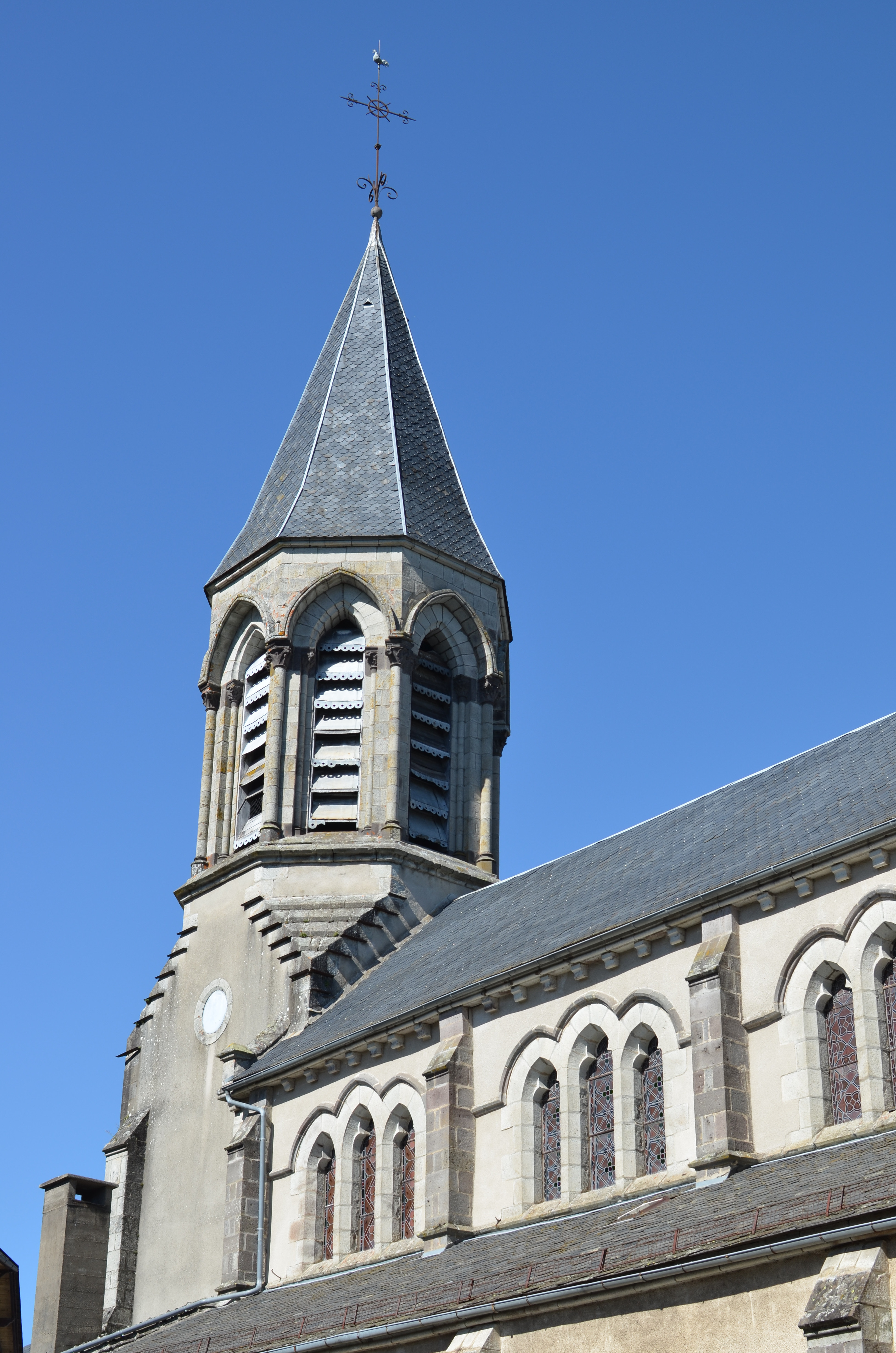
Kirche Saint-Celse-et-Saint-Nazaire
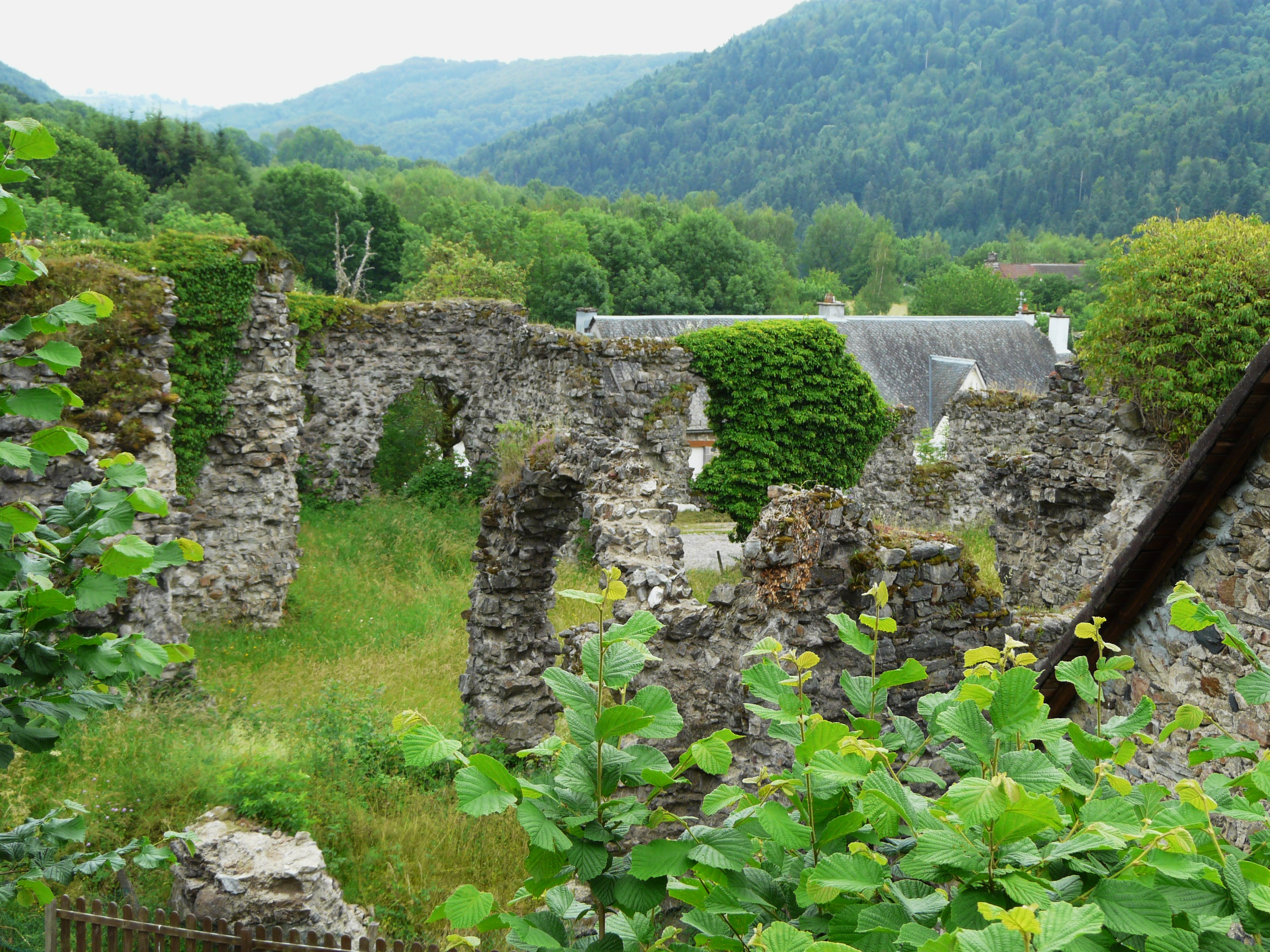
Ruine des Klosters Féniers